# POST Luxembourg
POST Luxembourg (precedentemente nota come Entreprise des Postes et Télécommunications), è una società di posta e telecomunicazioni e di proprietà del governo con sede a Luxembourg City. La società, che è stata incorporata nel 1992, vende anche servizi finanziari e detiene il monopolio di emissione di francobolli nel Granducato.

## Storia
La società è stata originariamente fondata nel 1843 ed è stata incorporata nel 1992.
Rientra nelle competenze del Ministro delle comunicazioni, che fa capo al Presidente del Consiglio in qualità di Ministro di Stato.
Il 30 settembre 2013, P&T Luxembourg e LuxGSM si sono fuse in un unico marchio, POST Luxembourg. La rete LUXGSM è stata quindi rinominata POST.